# Erik Lesser
Erik Lesser (Suhl, 17 maggio 1988) è un ex sciatore nordico tedesco attivo principalmente nel biathlon.

## Biografia
Nato a Suhl, vive a Zella-Mehlis. È nipote di nipote del fondista Axel Lesser. Si è formato principalmente a Oberhof e diplomato allo Sport Gymnasium Oberhof.
Ha iniziato a sciare all'età di sei anni ed ha cominciato a praticare il biathlon nel 1999 all'età di undici anni. Ha iniziato la sua carriera agonistica con il club SV Eintracht Frankenhain.
A seguito dell'invasione russa dell'Ucraina, ha ceduto l'utilizzo del suo account instagram alla biatleta Anastasija Merkušyna allo scopo di permetterle di raccontare la guerra in lingua russa per contrastare la propaganda e la disinformazione messa in atto dal governo russo.
Nel marzo 2022 ha annunciato il ritiro dall'attività agonistica.

### Carriera nel biathlon
È stato allenato da Peter Sedel e successivamente da Mark Kirchner.
Ha esordito in Coppa del Mondo il 12 marzo 2010 a Kontiolahti in staffetta mista, ottenendo subito il primo podio (2°), e ai campionati mondiali a Nové Město na Moravě 2013 vincendo la medaglia di bronzo nella staffetta e piazzandosi 12º nella sprint, 14º nell'inseguimento, 34º nell'individuale e 5º nella partenza in linea.
Il 13 dicembre 2013 ha ottenuto la prima vittoria in Coppa del Mondo ad Annecy Le Grand-Bornand in staffetta; in quella stessa stagione ha esordito ai Giochi olimpici invernali a Soči 2014 (medaglia d'argento nell'individuale e nella staffetta, 21º nella sprint, 16º nell'inseguimento, 26º nella partenza in linea).
L'8 marzo 2015 ha conquistato la prima vittoria individuale, vincendo la medaglia d'oro nell'inseguimento ai mondiali di Kontiolahti 2015 oltre all'altro oro nella staffetta e a classificarsi 5º nella sprint, 18º nell'inseguimento e 17º nella partenza in linea. L'anno dopo a Oslo Holmenkollen 2016 è giunto nuovamente sul podio iridato in staffetta (argento) e si è posizionato 19º nella sprint, 7º nell'inseguimento, 7º nell'individuale e 14º nella partenza in linea; mentre alla rassegna mondiale successiva di Hochfilzen 2017 si è piazzato 37º nella sprint, 28º nell'inseguimento, 4º nell'individuale, 21º nella partenza in linea e 4º nella staffetta. 
Ai XXIII Giochi olimpici invernali di Pyeongchang 2018 ha vinto la medaglia di bronzo e nella staffetta ed è stato 11º nella sprint, 11º nell'inseguimento, 9º nell'individuale, 4º nella partenza in linea e 4º nella staffetta mista.
Ha aperto il suo ultimo quadriennio olimpico, vincendo la medaglia d'argento ai mondiali di Östersund 2019 classificandosi inoltre 8º nella sprint, 11º nell'inseguimento, 11º nell'individuale, 27º nella partenza in linea e 4º nella staffetta mista. Ai mondiali di Anterselva 2020 invece ha conquistato due medaglie (argento nella staffetta singola mista e bronzo nella staffetta); mentre nella sua ultima apparizione iridata a Pokljuka 2021 ha concluso 66º nella sprint e 7º nella staffetta, nella staffetta mista e nella staffetta singola mista.
Ha rappresentato la Germania ai Giochi olimpici per l'ultima volta a Pechino 2022 (67º nell'individuale e 4º nella staffetta).

### Carriera nello sci di fondo
Ai XXII Giochi olimpici invernali di Soči 2014 ha preso parte anche a una gara di fondo, la 50 km, chiudendo al 42º posto. Non ha mai esordito né in Coppa del Mondo né ai Campionati mondiali.

## Palmarès

### Biathlon

#### Olimpiadi
- 3 medaglie:
  - 2 argenti (individuale, staffetta a Soči 2014)
  - 1 bronzo (staffetta a Pyeongchang 2018)

#### Mondiali
- 7 medaglie:
  - 2 ori (inseguimento[2], staffetta[2] a Kontiolahti 2015)
  - 3 argenti (staffetta[2] a Oslo Holmenkollen 2016; staffetta[2] a Östersund 2019; staffetta singola mista[2] ad Anterselva 2020)
  - 2 bronzi (staffetta[2] a Nové Město na Moravě 2013; staffetta[2] ad Anterselva 2020)

#### Mondiali juniores
- 2 medaglie:
  - 1 oro (staffetta a Canmore 2009)
  - 1 bronzo (individuale a Canmore 2009)

#### Europei
- 5 medaglie:
  - 3 ori (staffetta a Otepää 2010; staffetta a Val Ridanna 2011; staffetta a Brezno-Osrbile 2012)
  - 1 argento (inseguimento a Otepää 2010)
  - 1 bronzo (individuale a Brezno-Osrbile 2012)

#### Coppa del Mondo
- Miglior piazzamento in classifica generale: 10º nel 2015, nel 2017 e nel 2022
- 35 podi (11 individuali, 24 a squadre), oltre a quelli conquistati in sede iridata e validi anche ai fini della Coppa del Mondo:
  - 5 vittorie (2 individuali, 3 a squadre)
  - 15 secondi posti (3 individuali, 12 a squadre)
  - 15 terzi posti (6 individuali, 9 a squadre)

##### Coppa del Mondo - vittorie
| Data             | Località                | Nazione   | Spec.                                                     |
| ---------------- | ----------------------- | --------- | --------------------------------------------------------- |
| 13 dicembre 2013 | Annecy Le Grand-Bornand | Francia   | RL (con Andreas Birnbacher, Arnd Peiffer e Simon Schempp) |
| 16 gennaio 2016  | Ruhpolding              | Germania  | MS                                                        |
| 21 gennaio 2017  | Anterselva              | Italia    | RL (con Benedikt Doll, Arnd Peiffer e Simon Schempp)      |
| 5 marzo 2021     | Nové Město na Moravě    | Rep. Ceca | RL (con Benedikt Doll, Arnd Peiffer e Philipp Nawrath)    |
| 19 marzo 2022    | Oslo Holmenkollen       | Norvegia  | PU                                                        |

Legenda:

PU = inseguimento

MS = partenza in linea

RL = staffetta